# Alessio Taliani
Alessio Taliani (Livorno, 11 oktober 1990) is een Italiaans wielrenner die anno 2017 rijdt voor Androni-Sidermec-Bottecchia. 

## Belangrijkste overwinningen
2013
Coppa della Pace
2015
3e etappe Sibiu Cycling Tour

## Resultaten in voornaamste wedstrijden
| Jaar | Ronde van Italië | Ronde van Frankrijk | Ronde van Spanje |
| ---- | ---------------- | ------------------- | ---------------- |
| 2014 |                  |                     |                  |
| 2015 |                  |                     |                  |
| 2016 |                  |                     |                  |

| Jaar | Ronde van Lombardije |
| ---- | -------------------- |
| 2014 | 94e                  |
| 2015 |                      |
| 2016 | 25e                  |

## Ploegen
- 2014 –  Androni Giocattoli-Venezuela
- 2015 –  Androni Giocattoli-Sidermec[1]
- 2016 –  Androni Giocattoli-Sidermec
- 2017 –  Androni-Sidermec-Bottecchia

Appollonio · Bandiera · Benfatto · Chicchi · Dall'Antonia · Ebsen · Frapporti · Gálviz · Gatto · Giménez · Godoy · Nardin · Padour · Pellizotti · Rodríguez · Sella · Stortoni · Taborre · Taliani · Tvetcov · Zilioli · Zordan · Barbero (stagiair) · Viel (stagiair) · Viola (stagiair)
Bandiera · Benfatto · Bernal · Cecchinel · Chicchi · Dall'Antonia · Frapporti · Gavazzi · Nardin · Pacioni · Pellizotti · Ratto · Selvaggi · Taliani · Torres · Țvetcov · Viganò · Bonusi (stagiair) · De Marchi (stagiair) · Gasparrini (stagiair)
Ballerini · Benfatto · Bernal · Bonusi · Cattaneo · D'Urbano · Mar. Frapporti · Mat. Frapporti · Gavazzi · Malucelli · Masnada · Pacioni · Palini · Rivera · Sosa · Spreafico · Taliani · Torres · Vendrame